# Harold Budd
Harold Montgomory Budd (Los Angeles, 24 maggio 1936 – Arcadia, 8 dicembre 2020) è stato un compositore statunitense considerato un pioniere della musica d'ambiente.

## Biografia
Harold Budd nacque a Los Angeles nel 1936 e crebbe nel deserto del Mojave, a Victorville. Iniziò a comporre le sue prime tracce negli anni sessanta. Nel 1966, all'età di trent'anni, si laureò in composizione alla University of Southern California. Nei primi anni settanta divenne insegnante presso l'Istituto delle arti della California.
Dopo aver debuttato con The Oak of the Golden Dreams nel 1970, occupato in realtà da diverse composizioni di Richard Maxfield, Budd pubblicò The Pavilion of Dreams (1978), registrato per la Obscure Records di Brian Eno assieme a diversi nomi rinomati nel campo della musica d'avanguardia (Marion Brown, Gavin Bryars e Michael Nyman). Collaborò ancora con Brian Eno in The Plateaux of Mirror del 1980 e The Pearl del 1984, ove sviluppò il suo personale linguaggio fatto di «acquerelli onirici e ambient» per pianoforte.
Nel mentre, il compositore aveva pubblicato il cupo Abandoned Cities (1982) e si era avvalso dell'elettronica nei dischi successivi, ovvero il mesto Lovely Thunder (1986), The Moon and the Melodies (1986), pubblicato con i Cocteau Twins, e The White Arcades (1988), ove figura nei crediti il chitarrista Robin Guthrie.
Dopo gli anni novanta, per molti segnati da un periodo di decadenza, Budd pubblicò il primo album del nuovo millennio The Room (2000), che segna un ritorno al lirismo degli esordi.
Nel 2003 uscì il doppio Translucence / Drift Music in collaborazione con il musicista inglese John Foxx. L'anno seguente uscì Avalon Sutra, edito dall'etichetta Samadhi Sound di David Sylvian. Nel 2005 Budd lavorò alla colonna sonora del film Mysterious Skin e collaborò con Eraldo Bernocchi in Fragment from the Inside. Nel febbraio 2007 uscì Perhaps, un disco dal vivo registrato a CalArts nel dicembre 2006 e tributo al vecchio amico James Tenney.
Nel giugno 2007, uscirono i due CD di Robin Guthrie e Harold Budd After the Night Falls e Before the Day Breaks, incisi nella primavera 2006. Entrambi hanno 9 tracce con i titoli collegati tra loro.
Budd morì nel 2020, vittima del COVID-19.

## Stile musicale
Appartenente alla seconda generazione di musicisti minimalisti, Harold Budd viene considerato uno dei progenitori della musica d'ambiente, genere che avrebbe inventato in album quali The Plateux of Mirror (1980). Secondo Kyle Gann, il suo stile pianistico presenta una poetica che «costituisce un ideale ponte fra minimalismo e totalismo». Tra le sue fonti di ispirazione vi sono i suoni del vento e i ronzii dei cavi elettrici che gli capitava di sentire a Victorville, la musica di Brian Eno e le tele di Mark Rothko. AllMusic, lo cita anche fra gli esponenti della new age, della musica sperimentale, della musica neoclassica e di altre espressioni di musica colta.

## Discografia

### Album in studio
- 1970 – The Oak of the Golden Dreams/Coeur D'Orr (con Richard Maxfield)
- 1978 – The Pavilion of Dreams
- 1980 – The Plateaux of Mirror (con Brian Eno)
- 1984 – Abandoned Cities
- 1984 – The Pearl (con Brian Eno)
- 1986 – Lovely Thunder
- 1986 – The Moon and the Melodies (con i Cocteau Twins)
- 1987 – Myths 3: La Nouvelle Serenite (con Gavin Bryars & Jon Hassell)
- 1988 – The White Arcades
- 1991 – By the Dawn's Early Light (con Bill Nelson)
- 1992 – Music for 3 Pianos (con Daniel Lentz & Ruben Garcia)
- 1994 – She is a Phantom
- 1994 – Through the Hill (con Andy Partridge)
- 1995 – Glyph (con Hector Zazou)
- 1996 – Walk Into My Voice - American Beat Poetry (con Daniel Lentz & Jessica Karraker)
- 1996 – Luxa
- 2000 – The Room
- 2003 – La Bella Vista
- 2003 – Translucence/Drift Music (con John Foxx)
- 2004 – Avalon Sutra / As Long as I Can Hold My Breath
- 2005 – Mysterious Skin - Music from the Film (con Robin Guthrie)
- 2007 – Perhaps
- 2007 – After The Night Falls (con Robin Guthrie)
- 2007 – Before The Day Breaks (con Robin Guthrie)
- 2008 – A Song For Lost Blossoms (con Clive Wright)
- 2009 – Candylion

### Album dal vivo
- 1989 – Agua

### Album di remix
- 1996 – Glyph Remixes (con Hector Zazou)

### Extended play
- 1981 – The Serpent (in Quicksilver)